# Maged Mohser el-Badry
Maged Mohser el-Badry (* 29. September 1995) ist ein ägyptischer Leichtathlet, der sich auf den Speerwurf spezialisiert hat.

## Sportliche Laufbahn
Erstmals internationale Erfahrungen sammelte Maged Mohser el-Badry im Jahr 2011, als er bei den Jugendweltmeisterschaften nahe Lille mit einer Weite von 64,11 m in der Qualifikationsrunde ausschied. Im Jahr darauf siegte er mit 63,19 m bei den Arabischen-Juniorenmeisterschaften in Amman und 2013 sicherte er sich bei den Juniorenafrikameisterschaften in Réduit mit 69,40 m die Bronzemedaille. 2014 siegte er erneut bei den Arabischen-Juniorenmeisterschaften in Damaskus mit 69,44 m und anschließend schied er bei den Juniorenweltmeisterschaften in Eugene mit 65,37 m in der Qualifikation aus. 2016 belegte er bei den Afrikameisterschaften in Durban mit 71,62 m den fünften Platz und 2018 gelangte er bei den Mittelmeerspielen in Tarragona mit 68,86 m auf Rang sieben, ehe er bei den Afrikameisterschaften in Asaba mit 68,98 m Sechster wurde. Im Jahr darauf siegte er mit 75,63 m bei den Arabischen Meisterschaften in Kairo und gelangte anschließend bei der Sommer-Universiade in Neapel mit 67,66 m auf Rang elf, ehe er bei den Afrikaspielen in Rabat mit 69,33 m Zehnter wurde. 2021 gewann er bei den Arabischen Meisterschaften in Radès mit 72,76 m die Silbermedaille hinter seinem Landsmann Ihab Abdelrahman und im Jahr darauf belegte er bei den Afrikameisterschaften in Port Louis mit 70,19 m den sechsten Platz und wurde kurz darauf bei den Mittelmeerspielen in Oran mit 71,21 m Siebenter.
In den Jahren 2018 und 2019 wurde el-Badry ägyptischer Meister im Speerwurf.